# Доментијан
Доментијан (око 1210 — после 1264), познат у науци и као Доментијан Хиландарац, био је српски монах и један од значајнијих српских писаца у средњем веку. Српска академија наука и уметности га је уврстила међу 100 најзнаменитијих Срба свих времена.

## Биографија
Овај писац је себе сматрао продужетком светосавског просветитељства и последњим учеником Светог Саве. Због улоге светлосних симбола у стварању књижевне симболике Доментијана су називали песником светлости.
Рођен је око 1210. године, а преминуо је после 1264. године. Већи део живота је провео као монах у светогорском манастиру Хиландару, у коме је написао своја најзначајнија дела. Прво је око 1250. године, на захтев краља Уроша I (1242—1276) написао обимно житије светог Саве, а 1263/1264. године и житије светог Симеона (Стефана Немање).
Његово житије светог Саве је између 1290. и 1292. године прерадио монах Теодосије, који је навео да то ради према Доментијановим усменим упутствима.

## Дела
Као изворе за своја дела, Доментијан је користио Житије светог Симеона, које је написао Стефан Првовенчани (1242—1276), нарочито у свом Житију светог Симеона, у коме је поједине делове преносио од речи до речи. Још један од списа који су имали утицај на његова дела је и панегерик светом Владимиру (980—1015), који је, средином XI века, написао кијевски митрополит Иларион (1051—око 1054). Оба његова дела представљају импресиван приказ библијског и теолошког образовања које је имао, а значајна су и као историјски извори, иако им се, као изведеним делима, прилази са резервом.
Житије Светог Саве одликује тежња ка јасном и прегледном изношењу чињеница, а и изостаје тежња за наративном разрадом појединости. Догађај је за Доментијана тек повод за откривање битније божанске сврхе делања главног јунака. Овај поступак има као последицу претварање наративне структуре у симболичку. Томе су заслужне и библијске паралеле, цитати и светлосни симболи.
Још једна карактеристика овог дела је у томе што писац настоји да у сваком тренутку дела види јунаков прошли и будући живот — односно поседује перспективу целине. Доментијаново „Житије светог Саве“ је специфична мешавина библијско хришћанске перспективе и надисторијских и натприродних погледа. Тако је Савин животни пут симболички приказан као кружење Сунца са истока на запад — од Свете горе, до отаџбине.
Ђура Даничић објавио је Доментијанова житија у Београду 1865.
У мају 2023. године у Нишу је организована прва научна конференција посвећена Доментијану.

## Превод на савремени српски језик
- Живот светога Саве и светога Симеона. Превео др Лазар Мирковић. Са предговором др Владимира Ћоровића. Београд, СКЗ, 1938.
- Дела. Приредио Ђорђе Трифуновић. Београд, Нолит, 1963.
- Живот светога Саве и Живот светога Симеона. Превод Лазар Мирковић, приредила Радмила Маринковић, Београд, Просвета и СКЗ, 1988, Стара српска књижевност у 24 књиге, књ. 4.
- Житије светога Саве, предговор, превод дела и коментари Љиљана Јухас–Георгиевска, изд. на српскословенском Томислав Јовановић, СКЗ, Београд 2001, Коло ХСIII, књ. 614–615.